# Ptono

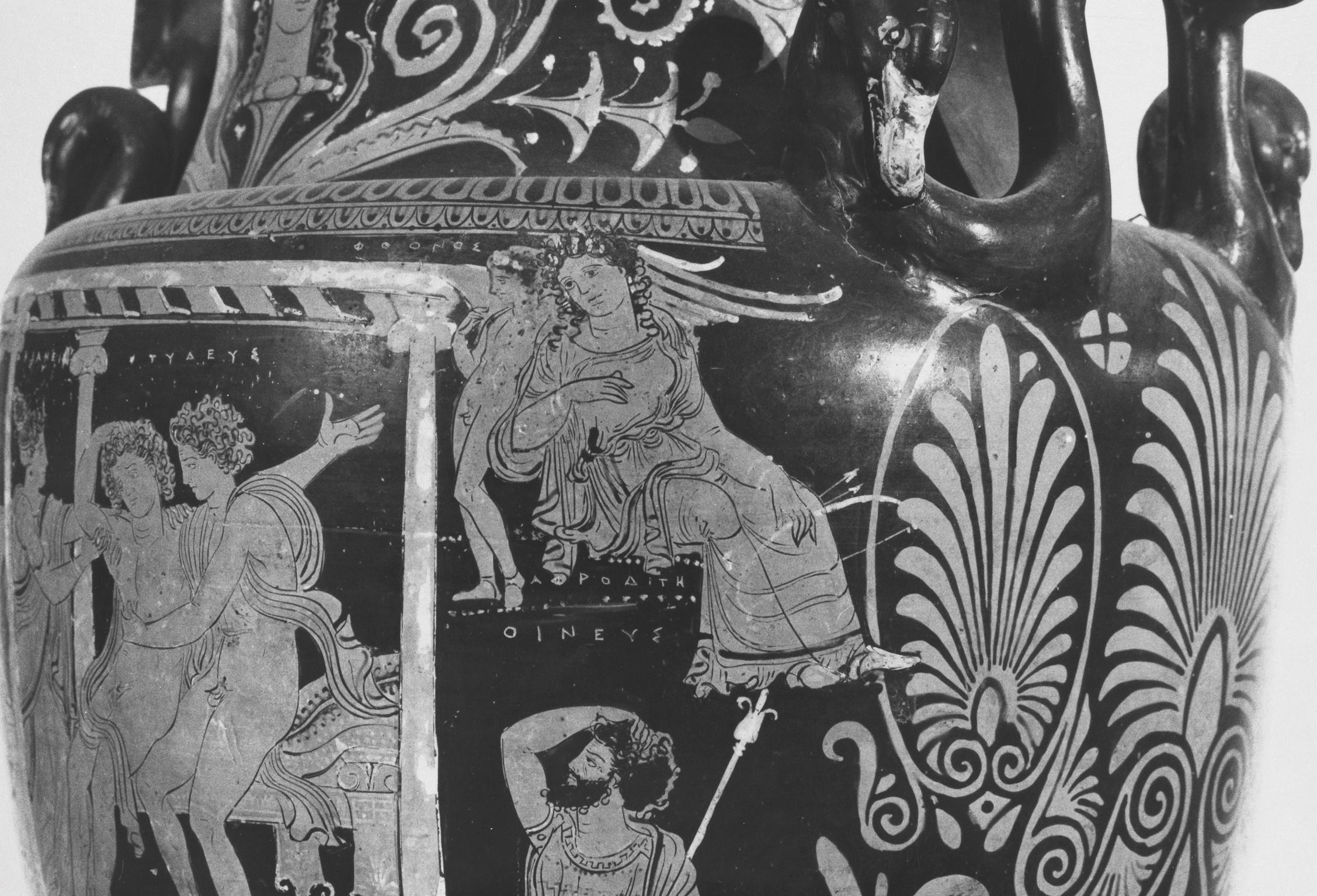
Afrodita sentada de luto, apoyándose en Ptono (en la parte izquierda de la vasija).

En la mitología griega, Ptono (en griego Φθόνος, Phthónos) era la personificación de la «Envidia». El sustantivo φθόνος, que en griego es masculino, puede traducirse, dependiendo del contexto, como «envidia, celos, malquerer o menosprecio». Curiosamente aparece en algunas vasijas áticas, con alas, a guisa de uno de los amorcillos, acompañando a Afrodita. Es una abstracción similar a Zelo, la rivalidad o emulación. Cicerón nos dice que Invidentia (Envidia) era hija de Erebo y la Noche. Ptono es mencionado en dos fuentes:

En Calímaco:
«La Envidia habló furtivamente al oído de Apolo: ‘no me gusta el aedo cuyo canto no es como el mar’. Apolo rechazó a la Envidia con el pie y dijo así: ‘Grande es la corriente del río Asirio’, pero arrastra en sus aguas muchos lodos y muchas inmundicias».
En Nono:
«La Envidia, en tanto, mientras observaba el lecho de Zeus que gobierna en lo alto y los esfuerzos de Sémele por el divino alumbramiento, alimentaba su celo por Baco aun cuando él estaba dentro del vientre. Ella, desamorada y presa de sus propias  fantasías, se hirió con su propio veneno. Maquinó, entonces, en su astuto corazón un torcido plan. Se revistió de una engañosa forma, semejante a la de Ares, con arneses idénticos a los de este. Además marcó el lomo del escudo de piel bovina con un líquido hecho de una ponzoñosa flor como si fueran manchas de sangre y sumergió sus engañosos dedos en la misma tintura bermellón para teñir sus manos de color rojo sangre como si proveniesen de sus enemigos muertos. Luego produjo un resonante ruido con su garganta, equivalente a la de nueve mil hombres que esparcen con sus horribles bocas una voz capaz de romper las filas enemigas. De este modo impactó a Atenea con palabras que no dejaban ver su pensamiento y excitó más a la cólera a la celosa Hera».
De acuerdo a Ireneo, los gnósticos creían que el primer ángel y Autadia concibieron a sus hijos, la Perversión (Kakia), la Rivalidad (Zelos), la Envidia (Ptono), la Furia (erinis) y la Lujuria (Epithymia, Epitimia).